# Denkmal der Helden Warschaus

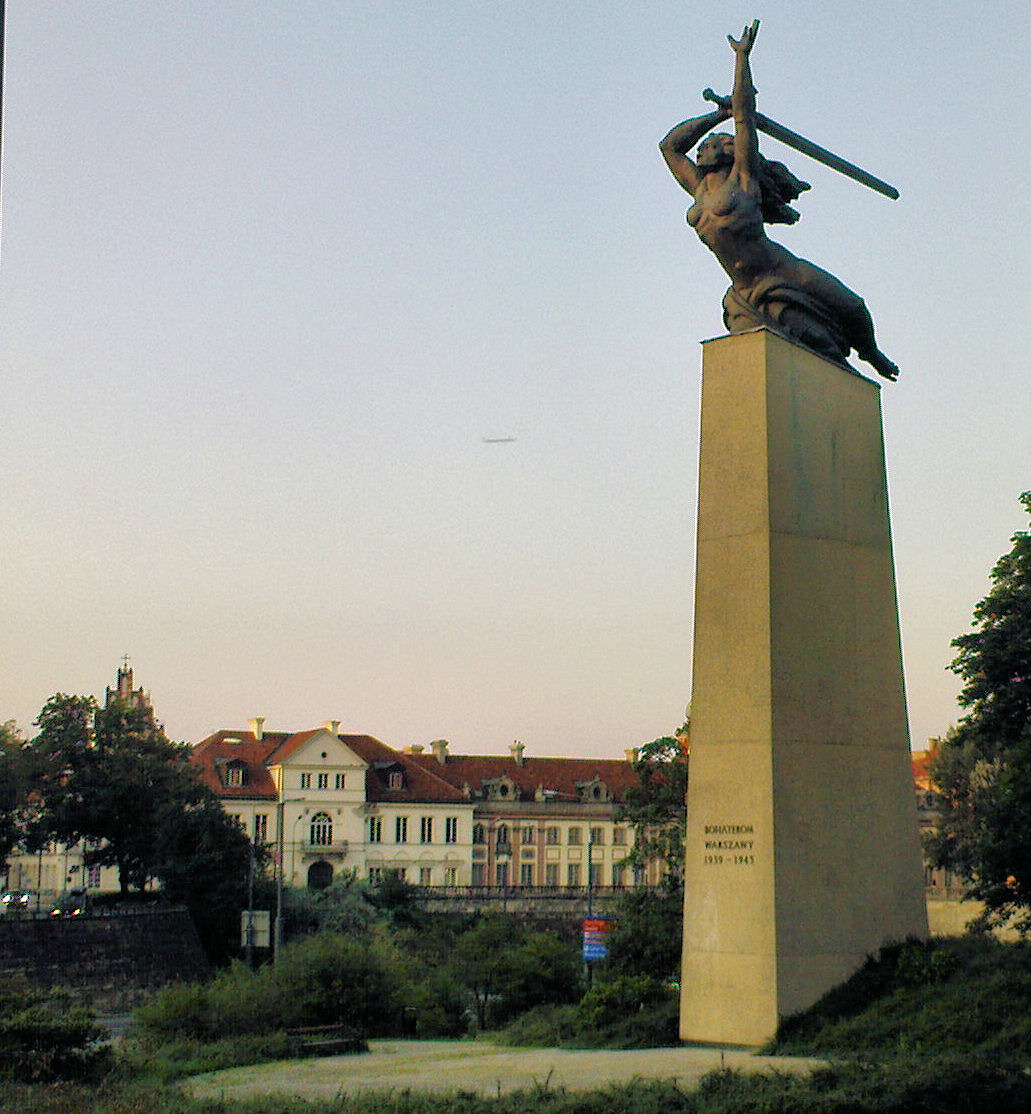
Denkmal der Helden Warschaus, 2012

Das Denkmal der Helden Warschaus, auch Nike oder Warschauer Nike (Pomnik Bohaterów Warszawy), befindet sich seit 1963 in Warschau und erinnert an die gefallenen Soldaten der Schlacht um Warschau, die Teilnehmer der beiden Warschauer Aufstände sowie alle Warschauer Untergrundkämpfer der Jahre 1939–1945.

## Geschichte
Das Denkmal wurde nach dem Zweiten Weltkrieg von Marian Konieczny im Stil des Realsozialismus geschaffen und wurde zunächst auf dem Theaterplatz vor dem Großen Theater anstelle des ehemaligen Jabłonowski-Palasts enthüllt. Aufgrund des Wiederaufbaus des Jabłonowski-Palasts ab 1995 musste das Denkmal versetzt werden und steht seit 1997 auf einem 14 Meter hohen Sockel an der Ost-West-Trasse unweit der Warschauer Altstadt.